# Black Hawk (Colorado)
Black Hawk è un centro abitato (city) degli Stati Uniti d'America, situato nella contea di Gilpin dello Stato del Colorado. Nel censimento del 2000 la popolazione era di 118 abitanti.

## Storia
Black Hawk nacque da un accampamento di cercatori d'oro e minatori durante la corsa all'oro di Pike's Peak nel 1859. Il ritrovamento di oro nel maggio di quell'anno richiamò migliaia di cercatori e minatori nella zona. La vena madre Bobtail fu scoperta il mese successivo. Il boom degli scavi diretti durò qualche anno per poi, nella metà degli anni 1860 declinò quando i minatori esaurirono la parte superficiale della vena che conteneva oro libero, e scoprirono che le loro macine non riuscivano a estrarre l'oro dal minerale del suo amalgama di solfuro sito in profondità.
Nathaniel P. Hill realizzò il primo metodo efficace di fusione del minerale del Colorado nel 1868. La sua tecnica poteva ricuperare l'oro dal minerale di solfuro, un ritrovato che salvò l'estrazione mineraria di Black Hawk e di Idaho Springs dalla rovina. Altre fonderie furono realizzate nelle vicinanze. La posizione favorevole di Black Hawk sul corso d'acqua del North Clear Creek, ne fece il centro per la lavorazione del minerale aurifero nella zona e divenne nota come "città delle macine".

## Geografia fisica
Secondo i rilevamenti dell'United States Census Bureau, Black Hawk si estende su una superficie di 3,8 km².